# هارولد إنجرامز
وليام هارولد إنجرامز (3 فبراير 1897-9 ديسمبر 1973) هو إداري استعماري بريطاني خدم في زنجبار وموريشيوس ومحمية عدن والمنطقة البريطانية في ألمانيا ما بعد الحرب العالمية الثانية والساحل الذهبي. اشتهر بمنصبه في المكلا مع زوجته دورين، حيث أشرف على منطقة حضرموت وتوسط في هدنة بين القبائل المتناحرة المعروفة باسم هدنة إنجرامز.

## المؤلفات
- شبه الجزيرة العربية والجزر: تاريخها وشعبها، مقدمة بقلم المقدم السير برنارد رايلي. جون موراي، لندن، 1942 ؛ الطبعة الثالثة مع مقدمة تغطي التطورات الأخيرة في جنوب غرب شبه الجزيرة العربية، برايجر، نيويورك، 1966.
- سبعة عبر الصحراء، من الرماد إلى أكرا، جون موراي، لندن، 1949.
- هونغ كونغ، مكتب قرطاسية HM، لندن، 1952.
- أوغندا: أزمة أمة، مكتب قرطاسية HM، لندن، 1960.
- اليمن: أئمة وحكام وثورات، جون موراي، لندن، 1963.
- زنجبار: تاريخها وشعبها، كاس، لندن، 1967.

## كتب ألفت في سيرته

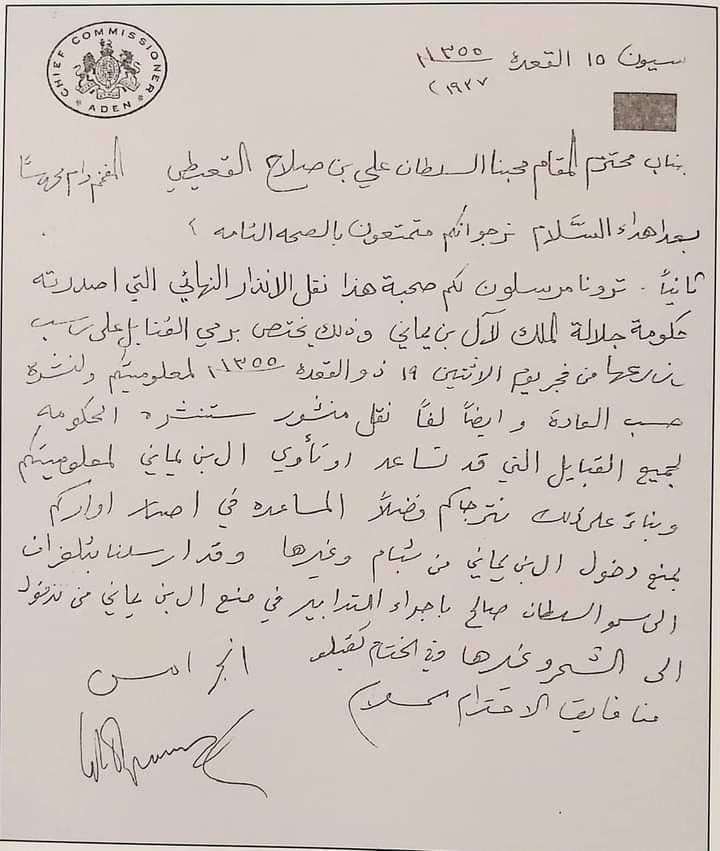
رسالة من إنجرامز إلى السلطان علي بن صلاح القعيطي، أيام عمله بالمستشارية بحضرموت

- إنجرامز سلطان حضرموت الغير متوج، تأليف: صادق عمر أحمد مكنون، تريم للدراسات والنشر، 2018.

## روابط خارجية
- أوراق هارولد إنجرام التي عقدت في مركز محفوظات تشرشل
- دورين إنجرامز (1906-1997)